# Charaxes viola
Charaxes viola är en fjärilsart som beskrevs av Butler 1865. Charaxes viola ingår i släktet Charaxes och familjen praktfjärilar. Inga underarter finns listade i Catalogue of Life.